# FM/Live
FM/Live es un álbum en vivo doble de la banda británica Climax Blues Band, publicado en noviembre de 1973 por Sire Records.

## Recepción de la crítica
Un escritor no especificado de la revista Billboard escribió: “El rock de buen tiempo, aderezado con un sentimiento de blues, es la feliz tarjeta de presentación de esta banda escuchada en un concierto en Nueva York. Su mezcla vocal es básicamente de rango medio con sencillos breaks de guitarra y batería que no te vuelven loco. «All the Time in the World» y «Flight» muestran la excelente maestría musical de Pete Haycock a la guitarra, Colin Cooper al saxo y guitarra, Derek Holt al bajo y John Cuffely a la batería. La música tiende a sonar un poco confusa («Goin' to New York»), pero es soportable”. Un escritor no especificado de la revista Cash Box escribió: “Uno de los discos más interesantes del año, el nuevo LP de dos discos de Climax (ofrecido a $5,95) es una muestra demostrativa de su increíble talento para roquear y sacudir la casa”.

## Lista de canciones
Todas las canciones escritas y compuestas por Climax Blues Band, excepto donde esta anotado. 
| Lado uno |                             |          |  |
| N.º      | Título                      | Duración |  |
| 1.       | «All the Time in the World» | 5:48     |  |
| 2.       | «I Am Constant»             | 3:36     |  |
| 3.       | «Flight»                    | 11:15    |  |

| Lado dos |                                 |          |  |
| N.º      | Título                          | Duración |  |
| 1.       | «Seventh Son» (Willie Dixon)    | 4:45     |  |
| 2.       | «Standing by a River»           | 5:20     |  |
| 3.       | «So Many Roads» (Marshall Paul) | 11:06    |  |

| Lado tres |                                                          |          |  |
| N.º       | Título                                                   | Duración |  |
| 1.        | «Mesopopmania»                                           | 6:22     |  |
| 2.        | «Country Hat»                                            | 7:04     |  |
| 3.        | «You Make Me Sick»                                       | 3:35     |  |
| 4.        | «Shake Your Love» (Richard Gottehrer, Climax Blues Band) | 3:01     |  |

| Lado cuatro |                                          |          |  |
| N.º         | Título                                   | Duración |  |
| 1.          | «Goin' to New York» (Jimmy Reed)         | 10:25    |  |
| 2.          | «Let's Work Together» (Wilbert Harrison) | 6:54     |  |

## Créditos y personal
Créditos adaptados desde las notas de álbum de FM/Live.
Climax Blues Band
- Pete Haycock – guitarra, voces
- Colin Cooper – saxofón, guitarra, voces
- Derek Holt – guitarra bajo, batería
- John Cuffley – batería

Personal técnico
- Richard Gottehrer – productor
- Jim Price – ingeniero de audio
- Jeff Lesser – mezclas
- Robert Ludwig – masterización

Diseño
- Peter Corriston – diseño de portada
- David Heffernan – ilustración
- Cosimo Scianna – fotografía
- Bill Levy – director artístico

## Posicionamiento
| Gráfica (1974)                            | Pico de posición |
| ----------------------------------------- | ---------------- |
| Estados Unidos (Billboard Top LPs & Tape) | 107              |
| Estados Unidos (Cash Box Top 100 Albums)  | 86               |
| Estados Unidos (Record World Album Chart) | 83               |